# Junius Brutus Booth

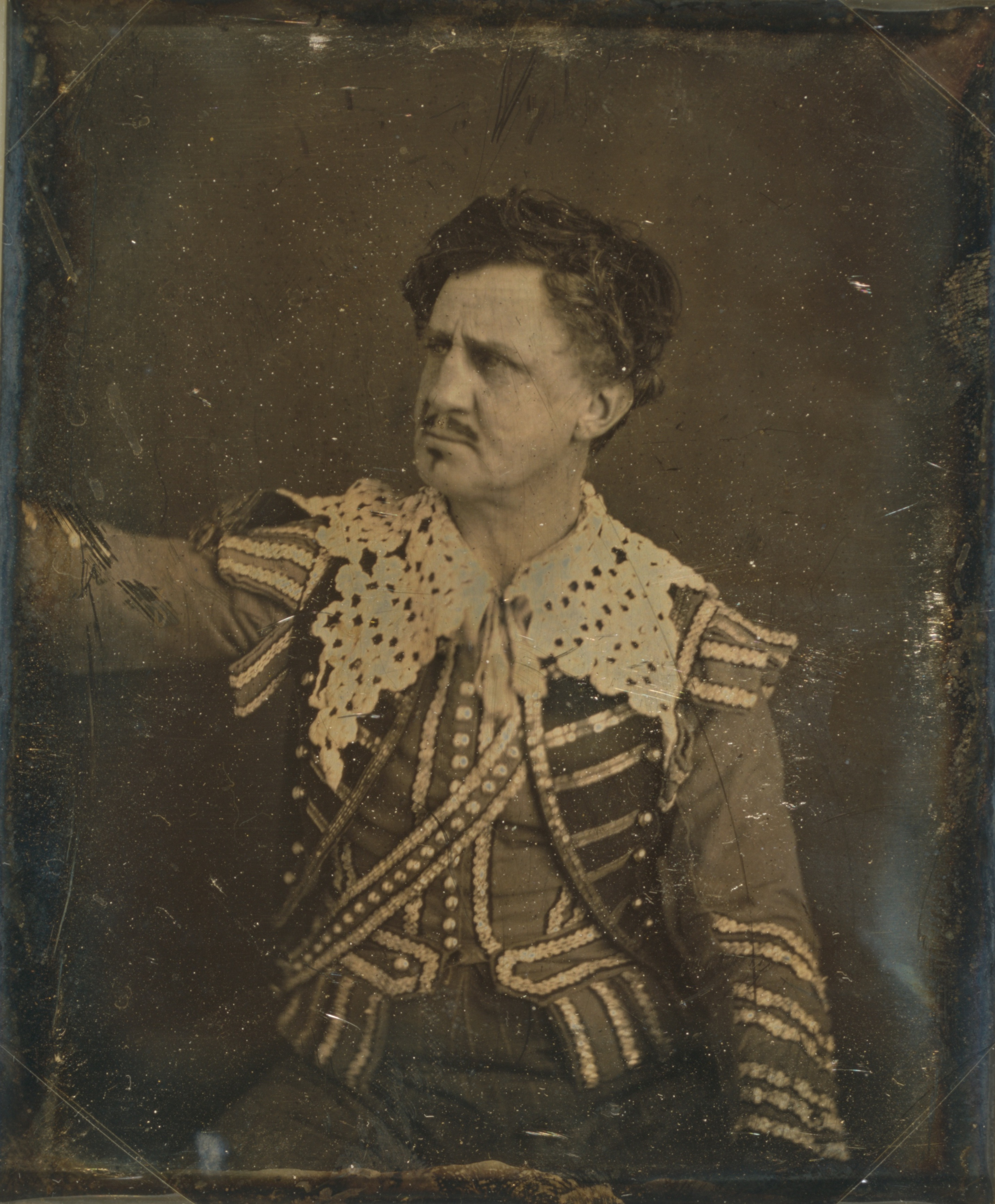
Junius Booth

Junius Brutus Booth (1º de Maio de 1796 – 30 de Novembro de 1852) foi um ator inglês, pai de John Wilkes Booth  que foi o assassino do 16° presidente dos EUA Abraham Lincoln em 1865.

## Legado
Junius Brutus Booth foi postumamente introduzido no Hall da fama do teatro americano em 1981.